# Nowe Drogi
Nowe Drogi – polski miesięcznik ideologiczny, „organ teoretyczny i polityczny” KC PZPR (wcześniej KC PPR) wydawany w Warszawie w latach 1947–1989 przez „RSW Prasa-Książka-Ruch”. Zamieszczał obszerne artykuły wyjaśniające założenia poczynań partii w dziedzinie polityki wewnętrznej i zagranicznej oraz omawiał zagadnienia ideologiczne i organizacyjne Partii.
Pierwszy numer czasopisma ukazał się 28 stycznia 1947.

## Cenzura PRL
W PRL informacje zawarte w gazecie, jak również publikowane na temat czasopisma podlegały cenzurze prewencyjnej. Dodatkowo nie można było krytycznie komentować informacji w niej opublikowanych lub wdawać się z nimi w polemikę. Wszelkie krytyczne i polemiczne materiały cenzura eliminowała przed wydrukowaniem. Zalecenia cenzorskie zanotował Tomasz Strzyżewski, który w swojej książce o peerelowskiej cenzurze opublikował notkę informacyjną z 1975 roku Głównego Urzędu Kontroli Prasy, Publikacji i Widowisk. Wytyczne dla cenzorów głosiły: Nie należy dopuszczać do żadnych polemik z materiałami opublikowanymi na łamach „Trybuny Ludu” i „Nowych Dróg”. Treść tego zapisu nie może być przekazywana redakcjom.

## Redaktorzy naczelni
- Franciszek Fiedler (1947–1952)
- Roman Werfel (1952–1959)
- Stefan Wierbłowski (1959–1968)
- Marian Naszkowski (1968–1972)
- Andrzej Werblan (1972–1974)
- Stanisław Wroński (1974–1987)
- Józef Barecki (1987–1989)?

## Siedziba
Redakcja mieściła się w al. Stalina 9 (1948−1949), al. Róż 2 (1954−1955), przy ul. Górnośląskiej 18 (1964−1966), ul. Piotra Maszyńskiego (1970−1984), ul. Kruczej 36 (1987−1990).